# Grandes debates

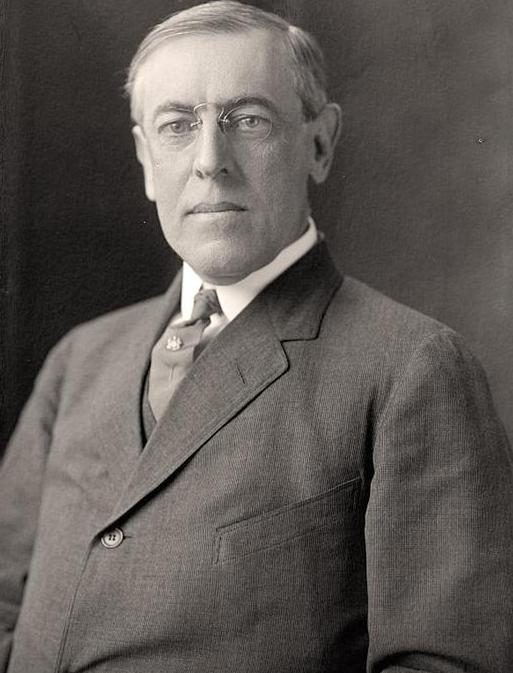
A teoria idealista das relações internacionais foi influenciada pela ideologia política de Woodrow Wilson, também chamada de Wilsonianismo.

Na teoria das relações internacionais, os "Grandes Debates" referem-se aos muitos desentendimentos entre os estudiosos de relações internacionais. Ashworth descreve como a disciplina de relações internacionais tem sido fortemente influenciada pelas narrativas históricas e que "nenhuma ideia tem sido mais influente" do que a noção de que existia um debate entre o pensamento utópico e o realista.

## Primeiro Grande Debate
O "Primeiro Grande Debate", também conhecido com o "Grande Debate Realismo-Idealismo" foi a disputa entre os realistas e idealistas ocorrida nas décadas de 30 e 40,  fundamentalmente sobre o acordo com a Alemanha Nazista. Os estudiosos realistas enfatizaram a natureza anárquica das políticas internacionais e a necessidade da sobrevivência do estado. Os Idealistas enfatizaram a possibilidade da existência de instituições internacionais, como a Liga das Nações. Entretanto, alguns argumentam que a definição do debate entre o realismo e o idealismo, em termos de um grande debate, é uma caricatura enganosa, assim descrevem o "grande debate" como um mito.

## Segundo Grande Debate
O Segundo Grande Debate foi entre os estudiosos das "relações internacionais científicas" que procuram aperfeiçoar os métodos científicos de pesquisa na teoria das relações internacionais, e aqueles que insistiam em uma abordagem mais histórica/interpretativa da teoria das relações internacionais. O debate é denominado de "realismo versus behaviorismo" ou "tradicionalismo versus cientificismo".

## Debate interparadigmático
Por vezes o debate interparadigmático é considerado como sendo um grande debate. Foi um debate entre o liberalismo, realismo e teorias radicais das relações internacionais. O debate é também descrito como sendo entre o realismo, institucionalismo e o estruturalismo.

## Quarto Grande Debate
O Quarto Grande Debate é um debate entre as teorias positivistas e as teorias pós-positivistas das relações internacionais. Confusamente, ele é frequentemente descrito como o "Terceiro Grande Debate" em virtude daqueles que rejeitam a descrição do debate interparadigmático como um Grande Debate. Este debate preocupa-se com a epistemologia latente das escolas de relações internacionais, bem como é descrito como um debate entre os racionalistas e reflexivistas. O debate foi iniciado por Robert Keohane em um debate na Associação Internacional de Estudos em 1988, e pode ser considerado um debate epistemológico em vez de um ontológico, o que significa dizer, um debate sobre o que podemos afirmar conhecer.

## Crítica
Steve Smith argumenta que as posições divergentes tem ignorado uma a outra, assim não faz muito sentido falar em "debates" entre os quadros teóricos rivais.